# Inverse
In de wiskunde wordt met de term inverse een aantal verwante begrippen aangeduid, zoals inverse bewerking, inverse van een getal of variabele ten opzichte van een bepaalde operatie en daarmee samenhangend de inverse van een element van een groep, de inverse van een functie of afbeelding, en daaruit voortvloeiend de inverse van een matrix.

## Inverse bewerking
Onder de inverse bewerking van een (rekenkundige) operatie verstaan we een bewerking die in bepaalde zin het omgekeerde bereikt. Zo is aftrekken de inverse of tegengestelde operatie van optellen, delen is de inverse operatie van vermenigvuldigen. Met machtsverheffen zijn er twee mogelijkheden. Als de variabele {\displaystyle x} het grondtal is, bijvoorbeeld in {\displaystyle x^{2},} is worteltrekken de inverse bewerking van machtsverheffen. Als {\displaystyle x} in de exponent staat, bijvoorbeeld in {\displaystyle e^{x},} is de logaritme de inverse van machtsverheffen.

## Inverse van een getal of variabele
Vermenigvuldigen we een getal eerst met 3 en daarna met 1/3 dan is het eindresultaat het oorspronkelijke getal. De getallen 3 en 1/3 leveren immers als product het getal 1 op, dat voor de vermenigvuldiging het neutrale element is.  Zij heten daarom elkaars inverse ten opzichte van de bewerking vermenigvuldigen. Zo heeft elk getal of variabele {\displaystyle x,} mits ongelijk 0, met betrekking tot de vermenigvuldiging een inverse {\displaystyle 1/x.}
Algemeen verstaat men onder de inverse van een variabele {\displaystyle x} ten opzichte van een bepaalde binaire bewerking het getal {\displaystyle x^{-1}} waarvoor het resultaat van de bewerking toegepast op {\displaystyle x} en dat getal het neutrale element van die bewerking oplevert.
Bij het rekenen modulo een getal {\displaystyle n} is de vermenigvuldigingsinverse van het getal {\displaystyle x} bepaald door:
{\displaystyle x^{-1}\cdot x=1\mod n}
Als {\displaystyle n} bijvoorbeeld gelijk is aan 29, kunnen van de getallen 1 tot en met 28 de inversen berekend worden. Zo is 25 de inverse van 7, want 
{\displaystyle 25\times 7=175\equiv 1\mod 29.}
Om de vermenigvuldigingsinverse te bepalen wordt het euclidisch algoritme gebruikt.

## Inverse van een functie
De inverse functie {\displaystyle f^{-1}}voegt aan een beeld {\displaystyle y=f(x)} het origineel {\displaystyle x} toe:
{\displaystyle f^{-1}(y)=x}.
Het is bij een functie {\displaystyle f}, die een bijectie is, altijd mogelijk een inverse functie {\displaystyle f^{-1}} definiëren. Past men eerst {\displaystyle f} toe op {\displaystyle x} en vervolgens de inverse afbeelding {\displaystyle f^{-1}} op het resultaat {\displaystyle f(x)}, dan is het resultaat weer gelijk aan {\displaystyle x}: 
{\displaystyle f^{-1}(f(x))=x}
Een functie die de inverse van zichzelf is wordt een involutie genoemd. De meeste functies zijn geen involutie.

### Voorbeelden
- Bepaal op de volgende manier de inverse van een functie. Zij:

{\displaystyle f(x)=e^{3x}}
Dit is een bijectieve functie, waarvan dus de inverse bestaat.
Door het oplossen van {\displaystyle x} uit de vergelijking:
{\displaystyle y=e^{3x}},
volgt
{\displaystyle f^{-1}(y)=x={\tfrac {1}{3}}\ln(y)}
Dus voor {\displaystyle y>0} is:
{\displaystyle f^{-1}(y)={\tfrac {1}{3}}\ln(y)}
- {\displaystyle f\left(x\right)=ax\implies f^{-1}\left(y\right)={\frac {1}{a}}y}

- Voor een oneven getal {\displaystyle n} geldt {\displaystyle f\left(x\right)=x^{n}\implies f^{-1}\left(y\right)=y^{\frac {1}{n}}={\sqrt[{n}]{y\ }}}

- {\displaystyle f\left(x\right)=n^{x}\implies f^{-1}\left(y\right)=\log _{n}\left(y\right)}

- van involuties

{\displaystyle {\begin{alignedat}{4}f(x)&=-x\\f(x)&={\frac {1}{x}}\\\end{alignedat}}}
maar er zijn er meer.

## Inverse transformatie
Ook bij transformaties is er sprake van inverse transformaties. Een transformatie is een (partiële)  functie van een verzameling naar zichzelf. Zo zijn "Verdubbeling" en "Halvering" transformaties van de verzameling van de reële getallen. De ene transformatie is de inverse van de andere.
Onder een functietransformatie verstaan we een bewerking die een functie via een bepaald voorschrift afbeeldt op een andere functie. 
Een voorbeeld van een inverse functietransformatie is de inverse Laplacetransformatie.

## Inverse van een matrix
De inverse matrix van een vierkante matrix is de inverse van die vierkante matrix ten opzichte van de bewerking matrixvermenigvuldiging. De enige matrices waarvan de inverse matrix kan worden bepaald, die inverteerbaar zijn, zijn vierkante matrices en dan bovendien matrices waarvan de determinant ongelijk aan nul is. Omdat matrixvermenigvuldiging overeenkomt met na elkaar toepassen van de bijbehorende lineaire afbeeldingen, is de inverse van een matrix ook de matrix van de inverse afbeelding.

## Inverse van een tweeplaatsige relatie
De inverse van een tweeplaatsige relatie wordt verkregen door de beide domeinen en de beide operanden te verwisselen.